# Fukui (stad)
Fukui (Japans: 福井市, Fukui-shi) is een havenstad aan de Japanse Zee en de hoofdstad van de prefectuur Fukui in Japan. De oppervlakte van de stad is 536,17 km² en begin 2009 had de stad circa 268.000 inwoners.

## Geschiedenis
De stad werd rond 1500 een belangrijke stad onder leiding van de familie Asakura. Op 1 april 1889 werd Fukui een stad (shi).
In de Tweede Wereldoorlog is Fukui zwaar door Amerikaanse bombardementen verwoest. Een grote aardbeving op 28 juni 1948 richtte grote verwoestingen aan en doodde ruim 5000 mensen. Daarna is Fukui weer opgebouwd tot een industrieel en cultureel centrum voor de regio.
Op 1 november 2000 werd Fukui een speciale stad (特例市, tokurei-shi). De stad heeft een aantal keer een aangrenzende stad of dorp geabsorbeerd. Als laatste werd op 1 februari 2006 de stad uitgebreid met de gemeentes Miyama (美山町, Miyama-chō), Shimizu (清水町, Shimizu-chō) en het dorp Koshino (越廼村, Koshino-mura).

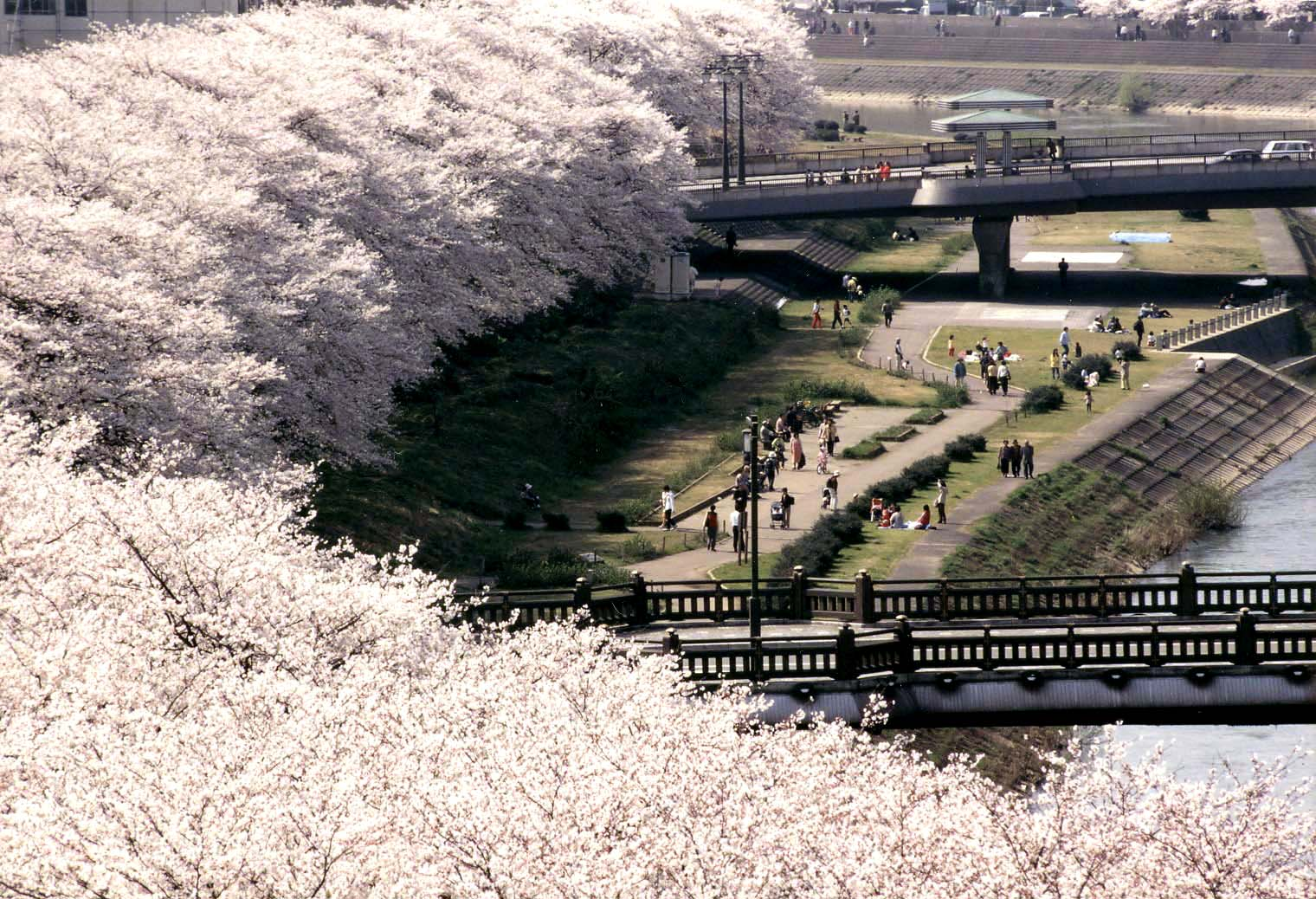
Sakura aan de Asuwa rivier

## Bezienswaardigheden
- Het Stedelijk Museum van Fukui
- Het historisch museum van Fukui
- De sterrenwacht
- Kasteel Fukui (福井城, Fukui-jō), gebouwd in 1606 door Yūki Hideyasu
- Ruïne van kasteel Kitanosho (北圧城, Kitanosho-jō)
- Ruïnes van de gebouwen van de familie Asakura
- Sakura aan de rivier de Asuwa
- Daianzenji tempel uit 1659 met het graf van Mitsumichi Matsudaira

## Stedenband
Fukui heeft een stedenband met
- New Brunswick, New Jersey, Verenigde Staten, sinds mei 1982;
- Hangzhou, Zhejiang, China, sinds november 1989;
- Winsen (Luhe), Nedersaksen, Duitsland;
- Fullerton, Californië, Verenigde Staten, sinds november 1989;
- Suwon, Gyeonggi-do, Zuid-Korea, sinds december 2001.

## Economie
Belangrijke takken van industrie in Fukui zijn de (zware) machinebouw, onder andere door Matsuura Machinery Corporation, en de voedingsmiddelenindustrie, onder andere Morinaga Hokuriku Zuivelproducten.
In Fukui iz zowel een gewone als een technische universiteit gevestigd.

## Verkeer
Fukui ligt aan de Hokuriku-hoofdlijn en de Echimihoku-lijn van de West Japan Railway Company, aan de Katsuyama-Eiheiji-lijn en de Mikuni-Awara-lijn van de Echizen Spoorwegen en aan de Fukubu-lijn van de Fukui Spoorwegen.
Fukui ligt aan de Hokuriku-autosnelweg, aan de Chubu-Jukan-autosnelweg en aan de autowegen 8, 58, 305, 364, 416 en 476.

## Geboren in Fukui
- Keisuke Okada (岡田 啓介, Okada Keisuke), admiraal, politicus en 31e eerste minister
- Makoto Kawamoto (川本真琴, Kawamoto Makoto), J-popzangeres, pseudoniem van Kazuyo Kawamoto (川本和代, Kawamoto Kazuyo)
- Ai Takahashi (高橋愛, Takahashi Ai), zangeres
- Kanji Tsuda (津田寛治, Tsuda Kanji), acteur
- Yuichi Nakagaichi (中垣内 祐一, Nakagaichi Yūichi), volleybalspeler
- Yoichiro Nambu (南部 陽一郎, Nambu Yōichirō) (1921-2015), Amerikaans natuurkundige van Japanse afkomst en Nobelprijswinnaar (2008)
- Yoichiro Morikawa (森川 陽一郎, Morikawa Yōichirō), regisseur, scenarioschrijver en acteur

## Aangrenzende steden
- Sabae
- Katsuyama
- Echizen
- Ono
- Sakai